# Dark Horse Comics

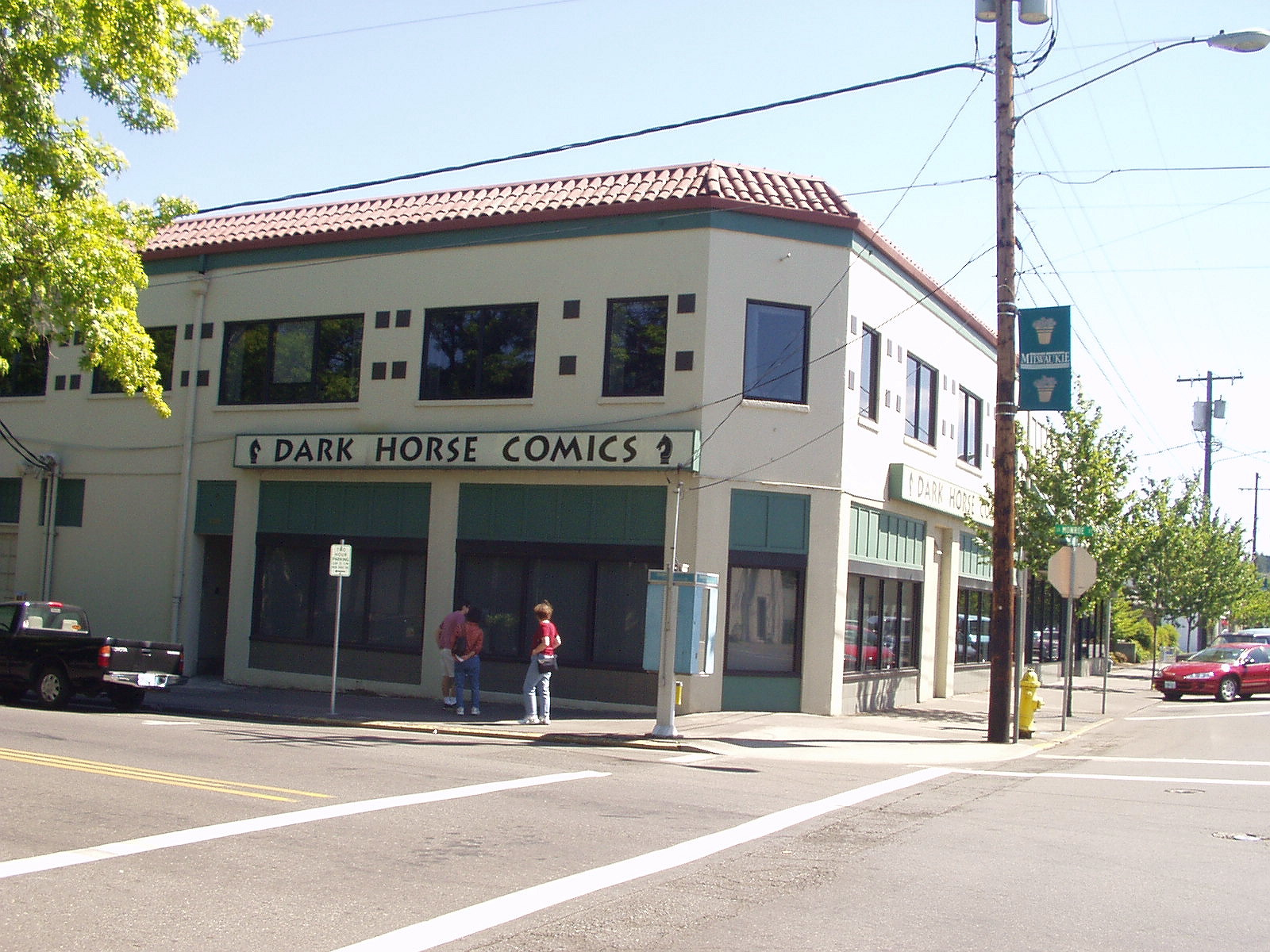
Seu principal de Dark Horse Comics

Dark Horse Comics és una editorial de còmics independent dels Estats Units, considerada la tercera més important d'Amèrica, després de Marvel Comics i DC comics. A més a més de publicar còmics independents (Sin City, Concrete, Martha Washington), disposa de múltiples llicències exclusives per publicar còmics sobre el cinema, normalment centrats en Star Wars, Alien i Predator. A diferència de la majoria de les empreses de còmics d'Amèrica, no busquen sèries continuades, sinó que se centren en sèries limitades i còmics únics. Cal també dir que s'especialitzen en altres publicacions relacionades amb videojocs, com per exemple el còmic de Mass Effect.
El 2017 fou un dels patrocinadors de l'organització de caritat sense ànim de lucre ComicBooks For Kids (CB4K).

## Impremtes i estudis
Comics' Greatest World/Dark Horse Heroes (1993–1996)
De 1993 a 1996, Dark Horse va publicar una línia de còmics de superherois en la impremta de Comics' Greatest World, que més tard va ser publicada com Dark Horse Heroes. Després de 1996, la publicació d'aquesta línia es va aturar prop, convertint els publicats existents una peça de col·leccionista. Llegenda (1994-1998): La llegenda era una empremta en el còmic Dark Horse Comics creat el 1994 per Frank Miller i John Byrne com una via d'inspiració per als joves dibuixants. Més tard, altres creadors se’ls va demanar unir-s'hi. L'empremta acabava el 1998.
Legend (1994–1998)
Legend va ser una impremta creada el 1994 per Frank Miller i John Byrne per autors propiertaris dels seus projectes. El seu logo va ser un moai dibuixat per Mike Mignola. Posteriorment, altres creaaors van ser convidats a unir-se a ells. La impremta va acabar el 1998.
Membres:
Arthur Adams
Frank Miller
John Byrne
Mike Mignola
Mike Allred
Paul Chadwick
Dave Gibbons
Geof Darrow
Manga Dark Horse
Manga Dark Horse és un segell editorial de manga japonès. Les publicacions inclouen Akira, Astro Boy, Berserk, L'espasa de l'Esperit immortal, en el bloqueig de Shell, Trigun i Blood Battlefront per Yasuhiro Nightow, Gantz, Hellsing i Drifters per Kouta Hirano, Blood +, Psycho MPD, i el més llarg dels Estats Units la sèrie corrent màniga, Oh My Goddess! per Fujishima.
Dark Horse també publica una sèrie de títols de CLAMP incloent Clover, Chobits, Okimono quimono, Card Captor Sakura, Magic Knight Rayearth, i the Door 7. Una revista de màniga titulat Súper Blast Manga va ser publicat per Dark Horse a partir de la primavera de 2000. Que es va suspendre al desembre de 2005 després de 59 temes.
Maverick (1999-2002)
Maverick va ser una impremta per al material propietat del creador.
DH Press
La DH Impremta publica novelizaciones dels títols més populars de Dark Horse còmics, inclosos The strangers i Predator. DH Press ha estat absorbida per DH Books.
M Press
Publicacions extravagants que van des novel·les als llibres de cinema per Leonard Maltin de John Landis, d'una comèdia relacionada, com una biografia de Will Eisner, als llibres de salut. També han publicat una sèrie d'entrevistes reimpressió de Playboy. El M Press segell va ser creat per publicar una llista diversa de la ficció literària i la prosa de no ficció d'autors amb una veu única. L'última incorporació a M de premsa és una sèrie original de còmic de Tom Morello, anomenada Orquídia.
Dark Horse Digital
El 2011, Dark Horse va llançar el seu iOS aplicació i botiga online de còmics digitals. Dark Horse es troba en procés de desenvolupar una aplicació nativa d'Android. Qualsevol dispositiu amb un navegador web modern es pot utilitzar per llegir còmics Dark Horse a la seva botiga web.
DH Deluxe
Iniciat el 1998, Dark Horse Deluxe va llançar una línia de mercaderies que inclou maquetes, joguines, roba i objectes de col·lecció. El seu propòsit original va ser el d'aprofitar les propietats de Dark Horse, però es va ampliar per incloure col·leccionables com ara joguines tràgics de Tim Burton per Nenes i Nens, Serenity de Joss Whedon, i més recentment, de mercaderies per al popular videojoc Mass Effect de la franquícia. Dark Horse, en col·laboració amb Big Tent Entertainment i la corporació de radiodifusió NHK, Domo-kun portat als Estats Units amb una sèrie de productes que van des de figures Qee a les revistes i papereria.
Kitchen Sink Books
El 2013, Denis Kitchen i John Lind van cofundar Kitchen Sink Books amb Dark Horse com a empresa conjunta i empremta independent. El nom de la marca fa referència a l'antiga editorial de Kitchen Kitchen Sink Press, que va funcionar des del 1970 fins al 1999. Kitchen va dir de l'aventura, “John i jo hem empaquetat llibres per a una sèrie d'editors de primer rang, però ja fa temps que discutim la casa ideal per gaudir de la màxima llibertat i creativitat ”, va afirmar Kitchen. "En l'amic per llarg temps i editor Mike Richardson i Dark Horse Comics, vam trobar justament això." La producció de l'empremta és poc freqüent, publicant 2-3 projectes d'alt perfil anualment amb focus editorial en llibres d'art i col·leccions de format deluxe. Els creadors publicats sota la línia Kitchen Sink inclouen Will Eisner, Frank Miller, Harvey Kurtzman, Tony DiTerlizzi i títols de col·leccions/antologies que inclouen treballs de Jack Davis, Will Elder, Art Spiegelman, S. Clay Wilson, Monte Beauchamp, Bob Powell, Justin Green, Trina Robbins, Harvey Pekar, Arnold Roth, i Al Jaffee.
Berger Books
L'exdirector executiu de Vertigo, Karen Berger, va establir la marca Berger Books a Dark Horse el 2017. Els títols publicats sota l'empremta inclouen Hungry Ghosts escrit per Joel Rose i Anthony Bourdain, Incognegro (Edició del 10è aniversari) i una precuela Incognegro: Renaissance, escrits per Mat Johnson, The Seeds escrit per Ann Nocenti, She Could Fly escrit per Christopher Cantwell (juliol de 2018) i LaGuardia escrit per Nnedi Okorafor.